# Jake Maskall
Jake Maskall est un acteur britannique né en 1971 dans l'Essex en Angleterre.

## Biographie
De 1996 à 1999, il étudie à l'école d'art dramatique de Londres (en).
De 2004 à 2006, il joue Danny Moon (en) dans le soap opera britannique EastEnders. C'est à cette époque qu'il révèle son homosexualité,. Alors que la production du soap opéra change, son personnage ne fait plus partie du casting. Lorsqu'il est contacté pour réintégrer la série, Jake Maskall accepte à condition que son personnage meure. Il expliquera plus tard cette décision en affirmant que c'était le meilleur moyen d'avancer dans sa carrière et de ne plus être tenté de rejouer dans EastEnders,.
De 2015 à 2018, il incarne le prince Cyrus Henstridge dans The Royals,, la première série télévisée de la chaine de télévision E!.

## Filmographie

### Cinéma

#### Courts-métrages
- 2008 : Beyond the Rave (en) : Strigoi
- 2009 : Feral : Rick
- 2011 : What's the 48? : Passager à moto
- 2019 : Who's the Daddy? de Mary-Sue Masson

#### Longs-métrages
- 2010 : Centurion de Neil Marshall : Officier Romain Argos
- 2011 : Moving Target : Jonathan Porchester
- 2012 : The Adored : Adrian
- 2016 : The Spiritualist : Michael

### Télévision
- 2002 : Casualty : Paul Vesey
- 2004 : Murder City : Alan Scobie
- 2004-2006 : EastEnders : Danny Moon (en)
- 2008 : Frankie Howerd : Rather You Than Me : Don (téléfilm)
- 2009 : Les Tudors : Sir Henry Pole
- 2009 : Doctors : Danny Rickett
- 2010 : Skins : Officier de police n°3
- 2013 : La Bible : Bashaa
- 2015-2018 : The Royals : Le prince Cyrus Henstridge